# Now You See Me 2
Now You See Me 2 è un film del 2016 diretto da Jon M. Chu.
La pellicola è il sequel di Now You See Me - I maghi del crimine del 2013. Nel cast Jesse Eisenberg, Mark Ruffalo, Dave Franco, Woody Harrelson, Michael Caine e Morgan Freeman, già presenti nel primo film, a cui si aggiungono Daniel Radcliffe, Lizzy Caplan e Jay Chou.

## Trama
Un anno dopo essere sfuggiti all'FBI e avere conquistato il favore del pubblico con i loro spettacoli di magia, i membri restanti dei Quattro Cavalieri attendono nuove istruzioni dall'Occhio, la società segreta di maghi da cui sono stati reclutati. Atlas, stanco di aspettare che Rhodes dia loro una nuova missione, cerca l'Occhio per conto proprio. La sua ricerca lo porta a un tunnel sotterraneo in cui sente una voce che gli dice che la sua attesa sta per finire. Tornato al proprio appartamento vi trova una donna, che gli sfugge. Atlas si riunisce al resto del gruppo e il loro leader, l'agente dell'FBI Dylan Rhodes assegna loro una nuova missione: denunciare al mondo l'uomo d'affari corrotto Owen Case, il cui nuovo software segretamente ruba dati ai propri utenti. L'illusionista Lula May, la donna che era nell'appartamento di Atlas, viene aggiunta alla squadra per rimpiazzare Henley Reeves, poiché quest'ultima, secondo voci di corridoio, ha deciso di non far più parte dell'Occhio, in quanto stanca della totale mancanza di attenzioni da parte di Atlas.
I Cavalieri s'infiltrano nella compagnia di Case durante la festa per il lancio del nuovo software. Lo spettacolo viene inaspettatamente interrotto da un misterioso individuo che rivela al mondo che Wilder, creduto morto, è vivo e che Rhodes è il capo dei Cavalieri, obbligando lo stesso a sfuggire alla sua nuova partner della FBI Natalie Austin. Mentre tentano di scappare, i Cavalieri vengono catturati da mercenari guidati dal gemello di Merritt, Chase McKinney, e portati a Macao dal capo di Chase, il prodigio della tecnologia Walter Mabry, che ha finto la sua morte dopo che Case rubò la sua compagnia.
Mabry recluta i Cavalieri per rubare il dispositivo di estrazione di dati sviluppato da Case da una base segreta sotto un casinò locale, per evitare che Case lo usi. Atlas acconsente al piano nonostante la riluttanza degli altri e li guida a un negozio di magia di proprietà di Li, che fornisce loro l'equipaggiamento necessario. Nel frattempo Rhodes è in fuga ed è obbligato a fare uscire di prigione il suo rivale Thaddeus Bradley, che Rhodes incolpa per la morte di suo padre Lionel Shrike, perché lo aiuti a salvare i Cavalieri. Arrivati a Macao cercano Li, che consegna a Rhodes un orologio da polso che gli fu commissionato dal padre di Rhodes. Mentre Rhodes ringrazia Li per l'orologio, Bradley sfugge alla custodia di Rhodes, rivelando che aveva previsto che Rhodes l'avrebbe liberato per il suo aiuto.
I Cavalieri si infiltrano nella base segreta e rubano il chip, evadendo le autorità e scappando dal casinò. Atlas viene attaccato da Mabry e i suoi uomini, che hanno anticipato cosa Atlas vorrebbe fare dopo il furto, ovvero consegnare il chip direttamente all'Occhio. Mabry rivela che la voce nel tunnel era lui e che Mabry ha clonato il suo cellulare proprio lì. Rhodes interviene e fa scappare Atlas con il dispositivo. Rhodes combatte gli uomini di Mabry, ma viene catturato da loro. Viene portato su uno yacht, dove apprende che Mabry agisce per conto del proprio padre, Arthur Tressler, l'uomo d'affari contro cui Rhodes impiegò i Cavalieri la prima volta. Tressler mette Rhodes nella stessa cassa in cui suo padre morì e lo lascia ad annegare, ma Rhodes riesce a usare l'orologio di suo padre per uscirne e viene salvato da Atlas dopo che Tressler e Mabry se ne sono andati.
Rhodes e i Cavalieri si riuniscono nel negozio di magia e Li rivela che sia lui che sua nonna sono membri dell'Occhio. Rhodes e i Cavalieri decidono quindi di restituire il favore ai due e fanno sapere al mondo intero che si esibiranno dal vivo a Londra. Mabry e Tressler, che pensano che loro abbiano il chip, vanno a Londra, dove i Cavalieri stanno eseguendo una serie di trucchi dal vivo nelle strade. Mabry, Tressler e Chase scoprono che Rhodes è vivo, catturano i cinque e li portano sul loro aereo privato. Mabry prende loro il dispositivo e Rhodes e i Cavalieri vengono gettati fuori dall'aereo. Tressler si rende conto che la costosa bottiglia di alcool aperta per celebrare la sua vittoria è stata manomessa e trova la carta "The Fool" attaccata all'etichetta. Subito dopo vede i Cavalieri fuori dai finestrini dell'aereo. Dopo avere aperto la porta Tressler scopre che l'aereo è su una chiatta in mezzo al Tamigi e le loro attività criminali sono state trasmesse in diretta al mondo: i Cavalieri hanno pianificato ogni cosa.
Mabry, Tressler e Chase vengono arrestati dall'FBI e Rhodes affida il dispositivo di estrazione di dati a Austin, che lo lascia scappare avendo capito che i Cavalieri non sono criminali. Rhodes e i Cavalieri vengono poi portati da Li all'osservatorio di Greenwich dove si riuniscono con Bradley, che rivela di avere un posto di alto livello nella leadership dell'Occhio e di essere stato il miglior amico del padre di Rhodes, avendo solo finto di essere suo rivale. Bradley si complimenta con Rhodes per il maestro illusionista che è diventato e annuncia che i Cavalieri hanno completato il loro addestramento. Mentre Bradley li lascia dice al gruppo di "ignorare la tenda". Oltre essa i cinque trovano una porta, aperta la quale accedono ad una stanza con una scala a chiocciola che, man mano, diminuendo lo zoom dell'immagine, forma un grande occhio.

## Produzione
Le riprese del film iniziano il 25 novembre 2014 e si svolgono a Londra. Nel marzo 2015 le riprese si svolgono a Macao, in Cina.

### Titolo
Il film ha avuto come titolo di lavorazione Now You See Me: The Second Act, per poi divenire Now You See Me 2.

## Promozione
Il primo trailer del film viene diffuso il 18 novembre 2015, mentre la versione italiana arriva il 10 maggio 2016.

## Distribuzione
La pellicola è stata distribuita nelle sale cinematografiche statunitensi a partire dal 10 giugno 2016, ed in quelle italiane dal giorno prima, il 9 giugno.

## Sequel
Il 22 maggio 2015 Jon Feltheimer, amministratore delegato della Lions Gate Entertainment, annuncia che è già in programma un sequel del film, intitolato al momento L'illusione perfetta - Now You See Me: Now You Don't. Nell'aprile 2016 viene annunciato che Jon M. Chu sarà il regista anche nel terzo capitolo, mentre nell'aprile 2020 viene annunciato Eric Warren Singer come sceneggiatore.